# Лісікеж
Лісікеж (пол. Lisikierz) — село в Польщі, у гміні Воля-Мисловська Луківського повіту Люблінського воєводства.
Населення — 117 осіб (2011).
У 1975-1998 роках село належало до Седлецького воєводства.

## Демографія
Демографічна структура станом на 31 березня 2011 року:
|          | Загалом | Допрацездатний вік | Працездатний вік | Постпрацездатний вік |
| -------- | ------- | ------------------ | ---------------- | -------------------- |
| Чоловіки | 64      | 15                 | 39               | 10                   |
| Жінки    | 53      | 7                  | 28               | 18                   |
| Разом    | 117     | 22                 | 67               | 28                   |